# Antal Ferenc (nyomdász)
Antal Ferenc (Nagyvárad, 1933. november 16. – Nagyvárad, 2019. október) nagyváradi nyomdász, majd újságíró.

## Életútja
Baptista vallású nagyváradi munkáscsaládban született, középiskolai tanulmányainak befejezése után a nagyváradi nyomdavállalatnál dolgozott 1990-es nyugdíjazásáig. Nyugdíjas korában a Romániai Magyar Baptista Gyülekezetek Szövetsége kiadásában megjelenő Szeretet című havilap külső munkatársaként működött, szerkesztőségi titkár, majd a 2000-es évektől a szerkesztésbe is besegített.
Családja: felesége Antal Erzsébet, egy leánygyermeküket, Tündét (1963) nevelték fel.

## Művei
- Égő szövétnek. Versek; Szeretet Szerkesztőség, Nagyvárad, 1992
- Vallomás a kereszt tövében. Versek; ITM, Nagyvárad, 2007